# Friedrich Stephan

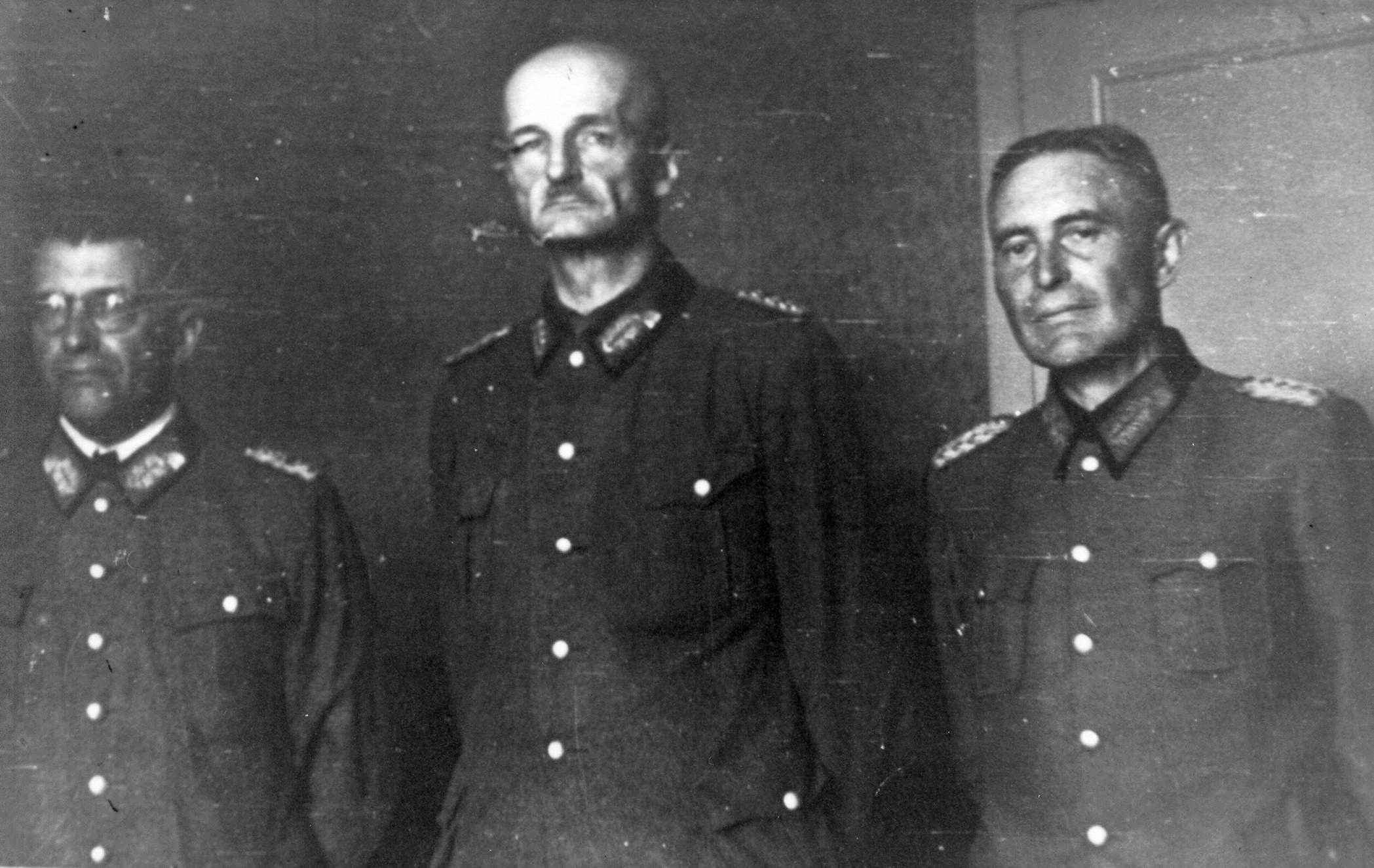
(de izquierda a derecha) Friedrich Stephan, Werner von Erdmannsdorff, y Heinz Kattner.

Friedrich Stephan (Danzig, 26 de enero de 1892 - Liubliana, 5 de junio de 1945) fue un teniente general en la Wehrmacht de la Alemania Nazi durante la II Guerra Mundial.

## Biografía
Su madre pertenecía a la familia Mengele. Él sirvió en la Primera Guerra Mundial con su tío Stephan Mengele. Comandó la 267.ª División de Infantería (enero de 1942 - junio de 1943) en el frente oriental de la Segunda Guerra Mundial.
Entre septiembre de 1944 y febrero de 1945 fue Kampfkommandant de la zona de Belgrado y dirigió operaciones anti-partisanas. El 29 de abril de 1945, se convirtió en el último comandante de la 104.ª División Jäger. Fue hecho prisionero por partisanos yugoslavos y fue fusilado extrajudicialmente el 5 de junio de 1945 en Liubliana, junto con los generales Gustav Fehn (XV Cuerpo de Montaña), Werner von Erdmannsdorff (LXXXXI Cuerpo) y Heinz Kattner (Feldkommandant de Sarajevo).